# Vzhodnoafriška gorska barja
Vzhodnoafriška gorska barja so gorska ekoregija travišč in grmičevja, ki zavzema več visokih gorskih vrhov v Keniji, Južnem Sudanu, Tanzaniji in Ugandi.

## Geografija
Ekoregija zavzema površino 3300 kvadratnih kilometrov in pokriva več majhnih enklav na vrhovih gora. Te so Mount Elgon na meji med Ugando in Kenijo, gore Aberdare in Mount Kenya v Keniji ter Mount Meru, Kilimandžaro in krater Ngorongoro v Tanzaniji.
Ekoregija zavzema območja, višja od 3500 metrov nadmorske višine. Pod gorskimi barji je ekoregija vzhodnoafriških gorskih gozdov.

## Rastlinstvo
Rastlinske združbe so  gozdovi Ericaceous, gozdne trave, gozdovi Dendrosenecio, šopasta travišča, grmičevje Helichrysum in močvirja ali barja. Flora vključuje številne afroalpske endemične vrste, ki so prilagojene na težke razmere. Prilagoditve vključujejo rozetno obliko, obliko grmov in srebrne liste. Od 3500 do 4500 metrov nadmorske višine lahko rastline zrastejo do osem metrov visoko in vključujejo velikanske vrste Dendrosenecio in Lobelia. Travišča z grmovjem najdemo na suhih in požarno ogroženih območjih. Grmičevje Helichrysum najdemo na suhih in kamnitih pobočjih. Nad 4500 metri nadmorske višine vegetacija predstavlja večinoma nizke blazinaste rastline, vključno z Agrostis sclerophylla in Sagina afroalpina, ki segajo do meje vegetacije na približno 5000 metrih. Vzhodnoafriška barjanska flora ima veliko skupnega s floro gorskih barij Ruvenzori-Virunga.

## Živalstvo
Ekoregija gorskega barja si deli več vrst ptic z omejenim obsegom kot nižje ležeči vzhodnoafriški gorski gozdovi. Cisticola hunteri najdemo na vseh gorah v ekoregiji. Jacksonov francolin (Pternistis jacksoni) in Macronyx sharpei najdemo na Mount Elgon, v pogorju Aberdare in na Mount Kenya. Aberdare cisticola (Cisticola aberdare) najdemo le v gorovju Aberdare in na pobočju Maua.

## Zavarovana območja
Zavarovana območja v ekoregiji so narodni park Aberdare, gozdni rezervat Aberdare, narodni park Mount Kenya, gozdni rezervat Mount Kenya, narodni park Mount Elgon, narodni park Kilimandžaro, narodni park Aruša in gozdni rezervat Kipipiri.